# RC Kouba
Raed Chabab Kouba w skrócie RC Kouba (ar. رائد شباب القبة) – algierski klub piłkarski grający w algierskiej drugiej lidze, mający siedzibę w mieście Kouba.

## Sukcesy
- I liga[1]

mistrzostwo (1): 1981
wicemistrzostwo (2): 1967, 1975
- Puchar Algierii[2]

finał (1): 1966
- Superpuchar Algierii[3]

zwycięstwo (1): 1981

## Występy w afrykańskich pucharach
| Sezon | Rozgrywki       | Runda       | Kraj                     | Klub                 | Dom | Wyjazd | Dwumecz      |
| ----- | --------------- | ----------- | ------------------------ | -------------------- | --- | ------ | ------------ |
| 1982  | Puchar Mistrzów | 1           | Maroko                   | KAC Kénitra          | 3–1 | 1–1    | 4–2          |
| 1982  | Puchar Mistrzów | 2           | Wybrzeże Kości Słoniowej | Stella Club d’Adjamé | 1–0 | 0–1    | 1–1 (k. 4–3) |
| 1982  | Puchar Mistrzów | ćwierćfinał | Nigeria                  | Enugu Rangers        | 1–2 | 0–5    | 2–7          |

## Stadion
Domowe mecze klub rozgrywa na stadionie o nazwie Stadion Mohameda Benhaddada w Koubie, który może pomieścić 10 000 widzów.

## Reprezentanci kraju grający w klubie od 1962 roku
Stan na styczeń 2023.
| - Lakhdar Adjali - Boualem Amirouche - Salah Assad - Mohamed Belgherbi - Farid Belmellat - Mohamed Bencherifa - Lounès Bendahmane - Abdelazziz Benhamlat - Mustapha Benyahia - Yacine Bentaala - Hocine Bouaïcha - Reda Bouchefra - Brahim Boudebouda - Hadj Bouguèche - Mehdi Cerbah - Mohamed Chaïb - Bouabdellah Daoud | - Zakaria Draoui - Omar Hamenad - Abderrazak Harb - Larbi Hosni - Mohammed Kaci Saïd - Nabil Lamara - Gaya Merbah - Hocine Metreh - Mohamed Nassou - Fodil Oulkhiar - Mohamed Ousserir - Abdelaziz Safsafi - Mourad Slatni - Mohamed Talis - Mustapha Zitouni - Reda Zouani - Jean-Michel Gnonka |